# 신학의 정수
청교도인 윌리엄 에임스의 대표적인 작품이다.
청교도의 방식을 요약해 놓은 저서로 영국, 네덜란드, 뉴잉글랜드에서 넓은 독자층을 가지고 있었다.
임마누엘 대학, 라이든 대학, 하버드대학 , 예일대학의 학부생들이 라틴어본의 이 책을 반드시 읽어야 했다.
본문은 두 권으로 구분되며, 각 장마다 번호가 매겨져 있고, 평범한 사람에게 접근 가능하도록 적어 놓았다.
이 작품의 구성은 철저하게 라뮈즘을 따르고 있다. 그것은 방법을 강조하고, 실천신학을 강조하는 것이다. 방법은 라뮈즘을 따랐고, 실천신학은 청교도 전통을 따랐다.

## 영적인 죽음
더글라스 호튼은 신학의 정수 서문에서 이 저서의 가장 큰 감동은 영적인 죽음이라는 말이라고 한다.  여기서 에임스는 일인칭 복수로 '우리는 우리의 의지를 하나님의 의지에 복종시키기를 거절했고, 하나님의 의지를 우리의 욕망에 복종시키려고 노력합니다'라고 반복해서 말하고 있다.

## 순종에 대하여
하나님의 영광을 위해 하나님의 의지를 복종적으로 수행하는 것이다.
뜻이 하늘에서 이룬 것 같이 땅에서도 이루어지이다. 순종은 자신의 권위와 일치되도록 명령하시는 하나님의 의지를 성취하기 위해 우리의 의지를 성취시키는 것이다.  로마서 8:7  육신의 생각은 ... 하나님의 법에 굴복치 아니할 뿐 아니라...

## 예배시간
주일에 적절한 관심을 갖지 않는다면, 우리는 점점 거룩한 것들을 무시하고, 삶이 방종에 빠진다는 것을 경험으로부터 알 수 있다. (382쪽)

## 신학적 이슈
에임스의 '의지'에 대한 강조가 그를 요하네스 마코비우스와 대립하게 된 이유였다.  의지의 회심이 전인간의 회심을 좌우한다는 그의 주장에 대해 개혁주의에서의 비난을 사게 되었다.
아브라함 카이퍼 쥬니어 (아브라함 카이퍼의 아들)은 애임스와 매코비우스와의 논쟁을 조사하였고, 그 결과 에임스가 개혁주의에서 떠났다고 주장하였다.  R.T. 켄달은 한 발 더나아가 에임스의 '주의주의(Voluntarianism)은 에임스가 칼빈주의에서 완전히 벗어났다고 주장하였다.
하지만. 조웰 비키는 그가 언약신학을 설명하기 위한 방편으로 의지부분을 강조하였다고 설명한다. 에임스가 믿음에 최종적으로 의존케 함으로 성령의 내적설득과 작용에 믿음의 행동으로 나타난다는 것이다.
1. ↑  Beeke, Joel R., 1952-. 《A Puritan theology : doctrine for life》. Grand Rapids, Michigan. 48쪽. ISBN 978-1-60178-166-6.